# Bryant, Indiana
Bryant är en ort i Jay County i delstaten Indiana, USA.